# Permanent private hall

Un permanent private hall (PPH) est un établissement d'enseignement particulier au sein de l'université d'Oxford, fondé par une dénomination chrétienne. Il y en a cinq à Oxford, deux anglicans, deux catholiques et un baptiste. Quatre d'entre eux admettent des étudiants de premier cycle. La principale différence entre un collège à part entière et un PPH est que les premiers sont gouvernés par les boursiers du collège, alors que la gouvernance d'un PPH relève au moins en partie de la dénomination chrétienne fondatrice.
Les étudiants des PPH sont membres de l'Université d'Oxford et ont un accès complet aux installations et aux activités de l'université.

## Historique

### Private halls
L'Oxford University Act de 1854 et le statut universitaire De aulis privatis ("Des permanent private halls") de 1855 autorisaient tout maître ès arts âgé d'au moins 28 ans à ouvrir une institution d'enseignement privée, dite private hall, après avoir obtenu une licence pour le faire. La première des treize salles privées à être ouverte a été Charsley's Hall (1862–1891). Parmi les maîtres notables de private halls, on compte comprenaient William Edward Addis et George Butler.
La loi de 1871 dite Universities Tests Act ayant ouvert tous les diplômes et postes universitaires aux hommes n'appartenant pas à l'Église d'Angleterre (sous réserve de certaines garanties sur l'instruction et le culte), des catholiques romains et des non-conformistes ont ouvert des private halls, parmi lesquelles Clarke's Hall (aujourd'hui Campion Hall), ouvert par l'Ordre des Jésuites en 1896, et Hunter Blair's Hall (plus tard St Benet's Hall), ouvert par l'Ordre bénédictin en 1899,.

### Permanent private halls
En 1918, l'université a adopté un règlement autorisant les private halls  à but non lucratif à devenir des permanent private halls  et les deux salles ont pris de nouveaux noms.
Dans certains cas, un PPH peut devenir un collège à part entière ; cela a été le cas du Mansfield College (en 1995) et de Harris Manchester College (en 1996).

## Liste despermanent private hallsactuels
| Nom                              | Fondé               | Statut PPH depuis | Affiliation                                    | Étudiants de premier cycle | Diplômés | Étudiants invités | Nombre total d'étudiants | Matières du premier cycle |
| -------------------------------- | ------------------- | ----------------- | ---------------------------------------------- | -------------------------- | -------- | ----------------- | ------------------------ | --- |
| Blackfriars (site web)           | 1221 ; refondé 1921 | 1994              | Église catholique romaine (Dominicains)        | 4                          | 39       | 9                 | 52                       | PPE, philosophie et théologie, théologie |
| Campion Hall (site web)          | 1896                | 1918              | Église catholique romaine (Jésuites)           | 0                          | 9        | 0                 | 9                        | - |
| Collège Regent's Park (site web) | 1810                | 1957              | Union baptiste de Grande-Bretagne              | 115                        | 70       | 16                | 201                      | Archéologie classique et histoire ancienne, lettres classiques, lettres classiques et anglais, anglais, géographie, histoire, histoire et politique, droit, philosophie et théologie, PPE, théologie |
| St Stephen's House (site web)    | 1876                | 2003              | Église d'Angleterre (Anglo-catholicisme)       | 24                         | 46       | 0                 | 70                       | Théologie |
| Wycliffe Hall (site web)         | 1877                | 1996              | Église d'Angleterre (Anglicanisme évangélique) | 77                         | 27       | 55                | 159                      | Philosophie et théologie, théologie |

## Ancienspermanent private halls
| Nom                       | Fondé              | Statut PPH de | Affiliation                                   | Statut actuel                                                         |
| ------------------------- | ------------------ | ------------- | --------------------------------------------- | --------------------------------------------------------------------- |
| St Peter's College        | 1929               | 1929          | Église d'Angleterre                           | Est devenu une nouvelle fondation en 1947, un collège complet en 1961 |
| Mansfield College         | 1886               | 1955          | Non-conformiste                               | Est devenu un collège à part entière en 1995                          |
| Harris Manchester College | 1889               | 1990          | Non-conformiste                               | Est devenu un collège à part entière en 1996                          |
| Greyfriars                | 1224, refondé 1910 | 1957          | Église catholique romaine (ordre franciscain) | Fermé en 2008                                                         |
| St Benet's Hall           | 1897               | 1918          | Église catholique romaine (ordre bénédictin)  | Fermé en 2022                                                         |